# Europese weg 75
De Europese weg 75 of E75 is een Europese weg die loopt van het Noorse Vardø bij de Barentszzee naar het Griekse Sitia op het eiland Kreta. Hierbij doet de weg Noorwegen, Finland, Polen, Tsjechië, Slowakije, Hongarije, Servië, Noord-Macedonië en Griekenland aan.

## Algemeen
De Europese weg 75 is een van de langste Europese noord-zuidverbindingswegen en verbindt het Noorse Vardø met het Griekse Sitia en komt hiermee op een afstand van ongeveer 5639 kilometer. Deze Europese snelweg maakt gebruik van provinciale wegen, autosnelwegen en tolwegen om zijn weg naar Sitia te vinden. De bootverbinding Helsinki-Gdańsk bestaat niet langer, wel is er een verbinding Helsinki-Gdynia (25 km noordwestwaarts van Gdańsk) uitgevoerd door Finnlines. 

## Plaatsen langs de E75
| Noorwegen:       | Vardø |
| Finland:         | Utsjoki, Ivalo, Sodankylä, Rovaniemi, Kemi, Oulu, Jyväskylä, Lahti, Helsinki                                                                        |
| Polen:           | Gdańsk, Grudziądz, Toruń, Włocławek, Łódź, Piotrków Trybunalski, Częstochowa, Dąbrowa Górnicza, Sosnowiec, Mysłowice, Tychy, Bielsko-Biała, Cieszyn |
| Tsjechië:        | Český Těšín |
| Slowakije:       | Žilina, Bratislava |
| Hongarije:       | Győr, Boedapest, Szeged |
| Servië:          | Subotica, Novi Sad, Belgrado, Niš |
| Noord-Macedonië: | Kumanovo, Skopje, Gevgelija |
| Griekenland:     | Evzoni, Thessaloniki, Larissa, Almiros, Lamia, Athene, Chania, Iraklio, Agios Nikolaos, Sitia                                                       |